# Edmond Barbarroux
Pour les articles homonymes, voir Barbaroux.
Edmond Paul Auguste Barbarroux, né le 5 juillet 1882 à Toulon, et mort dans la même ville le 12 juin 1948, est un peintre français.

## Biographie
Fils d'un dessinateur de l'arsenal de Toulon, il est l'élève de Frédéric Montenard et de Louis Cauvin. Il participe de 1907 à 1939 au Salon des artistes français où il expose : Madrague au Levant (1926), Coup de mistral en Méditerranée (1928), Derniers rayons sous les Pesquiers, Hyères (1934), Lumière d'août (1936), L'Estérel et Vallée de Belgentier (1939). Il enseigne le dessin au lycée Rouvière et à l'école des beaux-arts de Toulon. En 1930 il succède à Gabriel Amoretti à la direction des Beaux-Arts.
Le 2 octobre 1924, il est nommé peintre officiel de la Marine et , en 1931, chevalier de la Légion d'honneur

## Œuvres dans les collections publiques
- Bourg-en-Bresse, musée de Brou : Paysage (1910), huile sur toile, 50 × 61 cm[3].
- Marseille, musée des beaux-arts : L'Estérel argenté (vers 1924), huile sur toile, 113 × 155 cm[4].
- Rennes, Musée des beaux-arts : L'Heure dorée (avant 1927), huile sur bois, 70,5 × 62,5 cm[5].
- Toulon : 
  - musée d'art : La Chartreuse de la Verne, mine de plomb sur bristol, 27 × 22 cm[6] ;
  - musée national de la Marine : Les cales Vauban (1928), huile sur toile.
- Newport (pays de Galles), Newport Museum and Art Gallery :La Plaine (Le Soir) [7].